# RADIO SHANGRI-LA
『RADIO SHANGRI-LA』（ラジオシャングリラ）はFM COCOLOのラジオのトーク番組。2015年10月3日放送開始。開始当初はFM COCOLOと中波局のニッポン放送の2社共同制作2016年3月26日で共同制作としては放送終了（これと同時に北日本放送・KNBラジオへの同時ネットも終了）、以後はFM COCOLOの単独制作となり日曜夕方に移動した。
この番組は立川直樹と森永博志が1995年共著した対談集「シャングリラの予言」の雰囲気をそのままラジオ番組化したもので、その2人が繰り広げるトークの細かいニュアンスに加え、話題になっていた楽曲がかかる、まさに「ラジオならでは」の番組である。
2023年春の改編より放送時間を日曜夜に移動している。さらに2024年春の改編より森永に替わって杉山恒太郎がパーソナリティを務めている。

## 放送時間
- 毎週土曜 20:00-21:00（共同制作時代）
- 毎週日曜 16:00-17:00 → 22:00-23:00（FM COCOLO単独制作）

## ネット局
- FM COCOLO（共同制作局→単独制作）
- ニッポン放送（共同制作局、-2016年3月）
- 北日本放送（-2016年3月）

## パーソナリティ
- 立川直樹
- 杉山恒太郎（2024年4月 - ）
  - 森永博志（放送開始 - 2024年3月）

## ゲスト
- 1・2　松任谷由実